# Ambassade de France en Colombie
L'ambassade de France en Colombie est la représentation diplomatique de la République française auprès de la république de Colombie. Elle est située à Bogota, la capitale du pays, et son ambassadeur est, depuis 2024, Sylvain Itté.

## Ambassade

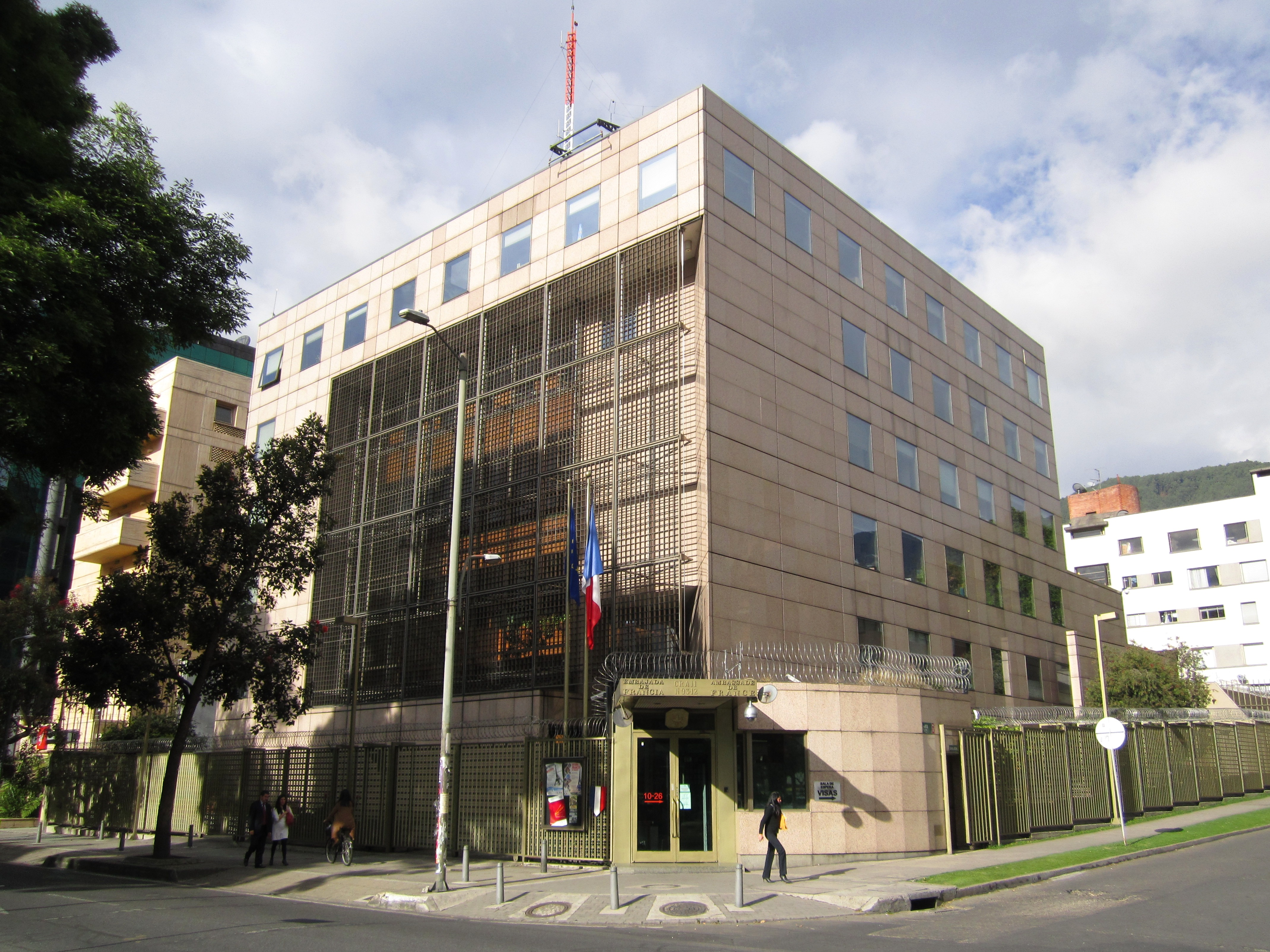
Ambassade de France à Bogota.

L'ambassade est située à Bogota. Elle comprend une section consulaire.

## Ambassadeurs de France en Colombie
| De   | À    | Ambassadeur                                                                                       |
| ---- | ---- | ------------------------------------------------------------------------------------------------- |
| 1824 | 1824 | Benoît Chassériau, agent commercial et maritime de la France auprès de la république de Colombie, |
| 1831 | 1831 | Comte d'Estournel, ministre plénipotentiaire                                                      |
| 1831 | 1831 | Auguste LeMoyne, chargé d'affaires par intérim                                                    |
| 1838 | 1842 | Baron Gros, chargé d'affaires                                                                     |
| 1842 | 1850 | De l'Isle, chargé d'affaires                                                                      |
| 1851 |      | Goury du Roslan, ministre plénipotentiaire                                                        |
| 1866 | 1869 | Vicomte Treilhard, ministre plénipotentiaire                                                      |
| 1869 | 1873 | Goepp, chargé d’affaires et consul général                                                        |
| 1873 | 1875 | Desnoyers, chargé d’affaires et consul général                                                    |
| 1875 | 1880 | Troplong, chargé d’affaires et consul général                                                     |
| 1880 | 1882 | Forest, chargé d’affaires et consul général                                                       |
| 1882 | 1885 | Lanen, chargé d’affaires et consul général                                                        |
| 1885 | 1889 | Daloz, consul général et chargé d’affaires                                                        |
| 1889 | 1893 | Mancini, chargé du consulat général et chargé d’affaires                                          |
| 1893 | 1893 | Bourgarel, consul général, chargé d’affaires                                                      |
| 1893 | 1895 | Bourgarel, consul général, ministre résident                                                      |
| 1895 | 1897 | Frandin, consul et chargé d’affaires                                                              |
| 1897 | 1900 | Bourgarel, envoyé extraordinaire et ministre plénipotentiaire                                     |
| 1900 |      | Boulard-Pouqueville, envoyé extraordinaire et ministre plénipotentiaire                           |
| 1928 | 1929 | Elie Albéric Neton (1869-1965)                                                                    |
| 1930 | 1937 | Alfred Blanche                                                                                    |
| 1943 | 1945 | George Lechenet                                                                                   |
| 1945 | 1946 | Hubert Dussol                                                                                     |
| 1946 | 1950 | Jacques Lecompte-Boinet                                                                           |
| 1950 | 1955 | Abel Verdier (d)                                                                                  |
| 1955 | 1959 | Henry Ingrand                                                                                     |
| 1959 | 1965 | Bertrand Rochereau de La Sablière (de)                                                            |
| 1965 | 1967 | Robert Valeur                                                                                     |
| 1967 | 1972 | Francis Levasseur                                                                                 |
| 1972 | 1976 | René Trotobas dit Thibault                                                                        |
| 1976 | 1980 | Augustin Alline                                                                                   |
| 1980 | 1982 | Marcel Maître                                                                                     |
| 1982 | 1984 | Jacques Posier                                                                                    |
| 1984 | 1988 | Pierre Neraud Le Mouton de Boisdeffre                                                             |
| 1988 | 1991 | Paul Dijoud                                                                                       |
| 1991 | 1994 | Charles Crettien                                                                                  |
| 1994 | 1997 | André-Jean Libourel                                                                               |
| 1997 | 2000 | Guy Azaïs                                                                                         |
| 2000 | 2004 | Daniel Parfait                                                                                    |
| 2004 | 2007 | Camille Rohou (d)                                                                                 |
| 2007 | 2010 | Jean-Michel Marlaud (d)                                                                           |
| 2010 | 2013 | Pierre-Jean Vandoorne (d)                                                                         |
| 2013 | 2017 | Jean-Marc Laforêt (d)                                                                             |
| 2017 | 2020 | Gautier Mignot (d)                                                                                |
| 2020 | 2021 | Michèle Ramis (d)                                                                                 |
| 2021 | 2024 | Frédéric Doré (d)                                                                                 |
| 2024 | auj. | Sylvain Itté                                                                                      |

## Consulats
Outre le consulat général de France de Bogota, plusieurs consuls honoraires basés à :
- Barranquilla
- Bucaramanga
- Cali
- Carthagène
- Medellín
- Pereira
- Santa Marta

### Communauté française
Au 31 décembre 2016, 5 647 Français sont inscrits sur les registres consulaires en Colombie. La communauté française réside principalement dans la région de Bogota.
| 2001  | 2002  | 2003  | 2004  |
| ----- | ----- | ----- | ----- |
| 3 965 | 3 656 | 3 424 | 3 306 |

| 2005  | 2006  | 2007  | 2008  |
| ----- | ----- | ----- | ----- |
| 3 033 | 3 468 | 3 180 | 3 701 |

| 2009  | 2010  | 2011  | 2012  |
| ----- | ----- | ----- | ----- |
| 3 890 | 4 119 | 4 545 | 4 799 |

| 2013  | 2014  | 2015  | 2016  |
| ----- | ----- | ----- | ----- |
| 5 029 | 5 246 | 5 428 | 5 647 |

### Circonscriptions électorales
Depuis la loi du 22 juillet 2013 réformant la représentation des Français établis hors de France avec la mise en place de conseils consulaires au sein des missions diplomatiques, les ressortissants français de la Colombie élisent pour six ans trois conseillers consulaires. Ces derniers ont trois rôles : 
1. ils sont des élus de proximité pour les Français de l'étranger ;
2. ils appartiennent à l'une des quinze circonscriptions qui élisent en leur sein les membres de l'Assemblée des Français de l'étranger ;
3. ils intègrent le collège électoral qui élit les sénateurs représentant les Français établis hors de France.

Pour l'élection à l'Assemblée des Français de l'étranger, la Colombie appartenait jusqu'en 2014 à la circonscription électorale de Caracas, comprenant aussi la Bolivie, l'Équateur, le Pérou et le Venezuela, et désignant trois sièges. La Colombie appartient désormais à la circonscription électorale « Amérique Latine et Caraïbes » dont le chef-lieu est São Paulo et qui désigne sept de ses 49 conseillers consulaires pour siéger parmi les 90 membres de l'Assemblée des Français de l'étranger.
Pour l'élection des députés des Français de l’étranger, la Colombie dépend de la 2e circonscription.